# 2012年哈萨克斯坦空军安-72坠毁事故
2012年12月25日，哈萨克斯坦空军一架安托诺夫安-72运输机于该国南部城市奇姆肯特准备着陆时坠毁。机上27人全数遇难。这是安-72运输机发生过的死亡人数第二多的空难。

## 事发过程
这架安-72运输机从首都阿斯塔纳起飞，载有7名机组成员和20名哈萨克斯坦边防力量成员。事故发生在当地时间19:00左右，正值飞机准备降落之时。据当地媒体报道，飞机从约800米（2,600英尺）的高度突然坠地。当地救援部门认为飞机在大火中焚毁，现场只剩下了碎片。哈萨克斯坦国家安全委员会发表声明称机上27人全部丧生，有关部门已开始调查事故。

## 事后调查
调查委员会查明了事故的原因，事发时飞机的自动驾驶设备和无线电高度表发生故障，降落场能见度低，机组人员未按照使用说明操作气压高度表等原因共同导致了此次事故。